# Knulp
Knulp è un romanzo scritto da Hermann Hesse, pubblicato nel 1915. L'opera racconta le avventure di un vagabondo il cui nome dà il titolo al romanzo.

## Trama
Il romanzo è suddiviso in tre capitoli.

### Sentori di primavera
Knulp viene dimesso da un ospedale e, ancora in convalescenza, decide di fare visita ad un suo amico, il conciatore Emil Rothfuss, a Lachstetten per guarire pienamente. L'autore sin dall'inizio sottolinea il carattere affabile del protagonista ed il fatto che avesse numerosi amici disposti ad aiutarlo. Giunto dal conciatore questi gli offre vitto e alloggio. Dopo avergli presentato la propria moglie, che rimane colpita dai modi affabili e gentili dell'ospite, Knulp conosce Barbele, una domestica che lavora presso il vicino di Rothfuss. I due diventano presto amici e passano del tempo insieme. Il capitolo termina con Knulp che torna a casa un sabato sera, dopo essere stato in una birreria con Barbele, e decide che l'indomani ritornerà in viaggio.

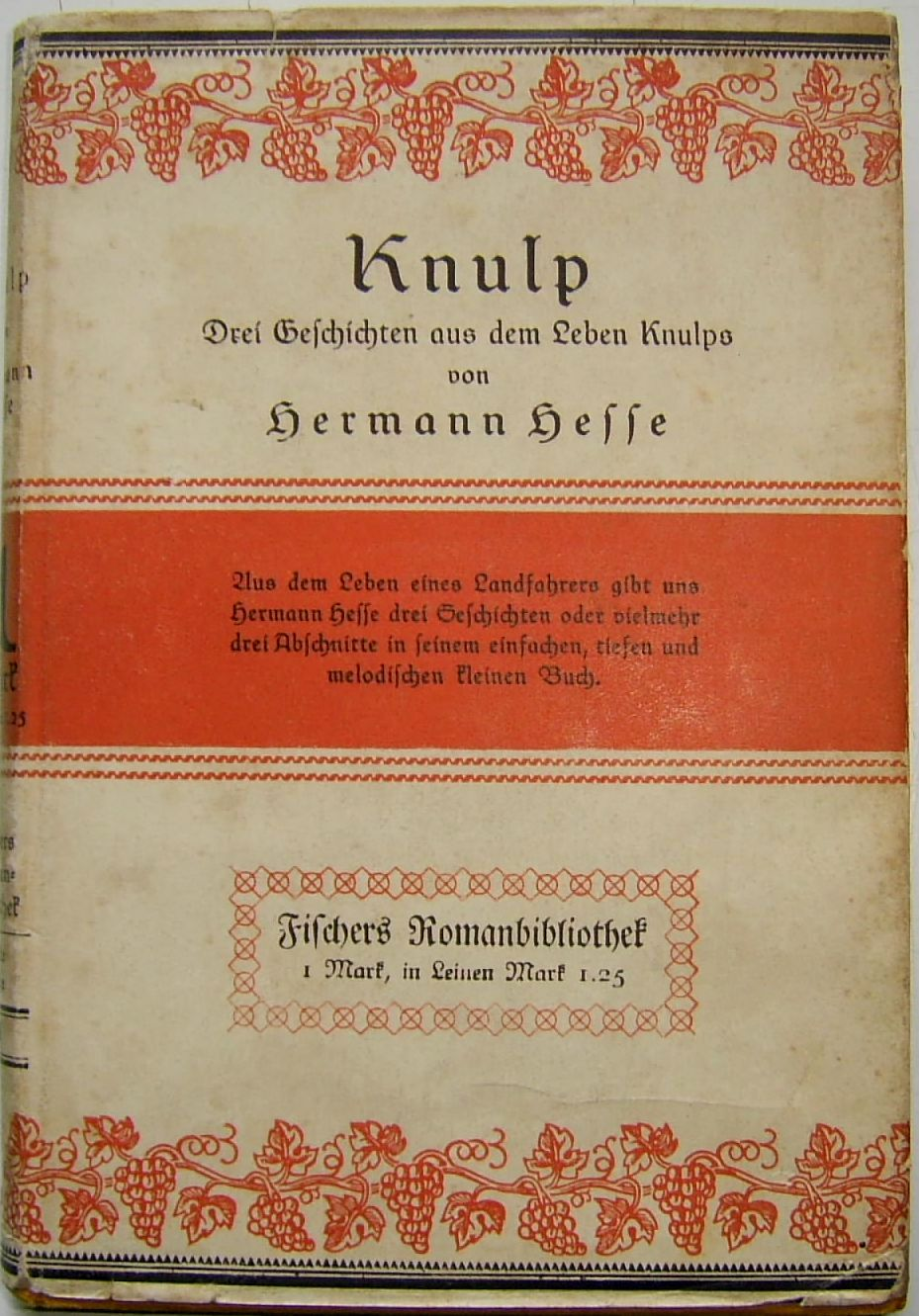
Copia dell'opera del 1915

### Il mio ricordo di Knulp
Il secondo capitolo è il racconto di un non ben precisato amico di Knulp e di una giornata vissuta insieme, vagabondando e scherzando nella campagna tedesca. La sera i due trovano riparo presso un fienile e decidono di mangiare presso una birreria poco distante. Ad un certo punto della serata, Knulp decide di andare a dormire mentre il narratore si intrattiene per bere ancora. La mattina seguente, il narratore si sveglia e scopre che Knulp è partito senza dire nulla. Questo fatto rattrista molto il narratore e lo lascia pieno di interrogativi.

### La fine
Nell'ultimo capitolo, il protagonista incontra durante il suo cammino verso la strada per Bülach, il dottor Machold. Questi era un compagno di scuola di Knulp e, proprio per via della forte amicizia che li legava un tempo, lo invita nella propria casa. Giunti sul posto il medico, insospettito per la persistente tosse del suo ospite, visita Knulp e scopre che soffre di tisi. La notizia non stupisce il vagabondo, in quanto era già consapevole del fatto di essere malato e che gli restasse poco da vivere. Machold costringe Knulp a fermarsi nella propria casa e a riposarsi. Nel giorno seguente, il medico chiede a Knulp perché ha iniziato a vagabondare, senza tener conto che a scuola aveva conseguito dei risultati brillanti, in particolar modo in latino. Knulp rievoca i tempi passati e confida all'amico come il desiderio di vagabondare sia nato da una delusione d'amore: per via di Franziska, una compagna di scuola, che ha amato e da cui è stato tradito.
In seguito a tale disavventura, Machold vuole fare di tutto per salvare il proprio amico e così decide di trovargli un posto nell'ospedale di Gerbersau, città natale di Knulp.
Trovato un passaggio su un carro per tale località, il vagabondo saluta calorosamente il proprio amico e si dirige nella città natia. Giunto nei pressi della città, Knulp abbandona il proprio mezzo con l'intenzione di non presentarsi all'ospedale. Il protagonista vuole, infatti, rivisitare in incognito il proprio paese ricordando i vari luoghi a sé cari. Fatto ciò, esce dalla città e si incammina verso un bosco. Qua incontra uno spaccapietre: Andres Scheible, suo vecchio amico. Una volta che anche lo spaccapietre ha riconosciuto Knulp, il vagabondo gli confida le sue condizioni di salute e il fatto che gli restasse poco da vivere. Andreas allora rimprovera, bonariamente, il proprio amico facendogli notare che, se avesse scelto una vita più normale, probabilmente ora starebbe meglio. Knulp lo rincuora dicendogli come non rimpiange nulla di quanto fatto, e lo saluta adentrandosi nel bosco. Dopo quindici giorni passai a vagabondare in assoluta solitudine, Knulp inizia una discussione con Dio in cui il protagonista riflette sull'inutilità della propria vita. Dio risponde che non è stato così: gli ricorda i bei momenti vissuti e il fatto che abbia fatto assaporare il gusto della libertà alle tante persone incontrate e che, pertanto, dovesse smetterla di lamentarsi. Al termine di tale discussione Knulp cade, stremato dalle fatiche del cammino, sulla neve con un gran desiderio di dormire e sente il venir meno di ogni forza.

## Edizioni italiane
- Storia di un vagabondo, traduzione di Ervino Pocar, Milano, Aldo Martello Editore, 1950,  p. 124.
- Knulp. Klein e Wagner. L'ultima estate di Klingsor, traduzione di Ervino Pocar, Introduzione di Maria Pia Crisanaz Palin, Collana Oscar n.984, Milano, Arnoldo Mondadori Editore, 1979,  p. 217.
- in  Romanzi, traduzione di Ervino Pocar, a cura di Maria Pia Crisanaz Palin, Prefazione di Claudio Magris, Collana I Meridiani, Milano, Mondadori, 1981, ISBN 88-04-13956-0.
- Knulp. Tre storie dalla vita di Knulp, a cura di Mario Specchio, Collana Letteratura universale. Gli elfi, Venezia, Marsilio, 1989,  p. 275, ISBN 978-88-317-5255-8.
- Knulp. Storia di un vagabondo, traduzione di Francesca Ricci, Nota biografica di Viviana Finzi Vita, Collana Tascabili Economici Newton n.28, Roma, Newton Compton, 1992,  p. 97. - in Romanzi e racconti, Newton Compton, 1992, pp.1004.
- Knulp. Tre storie della vita di Knulp, traduzione di Francesco Puglioli, Introduzione di Laura Novati, Collana Superclassici, Milano, BUR-Rizzoli, 1994,  p. 104, ISBN 978-88-171-5213-6.